# 重新启动
重新启动（rebooting）是指重新啟動一個運行中的電腦系統，重新启动可能是有意的，也可能是無意造成的。重新启动可以分為冷启动及溫启动。
冷启动（有時也稱為硬啟動）是指直接將電腦的電源關閉再打開（電源重啟），讓電腦執行其啟動程式。
溫启动（有時也稱為軟啟動）是指在不關閉打開電源的情形下進行的重新启动（例如Windows的Ctrl+Alt+Del複合鍵），若作業系統在溫启动前關閉所有的程式，以及結束所有未完成的輸入/輸出動作，這種溫启动也稱為restart。

## 原因

### 刻意重新啟動
使用者可能因為以下的原因，刻意重新啟動電腦：

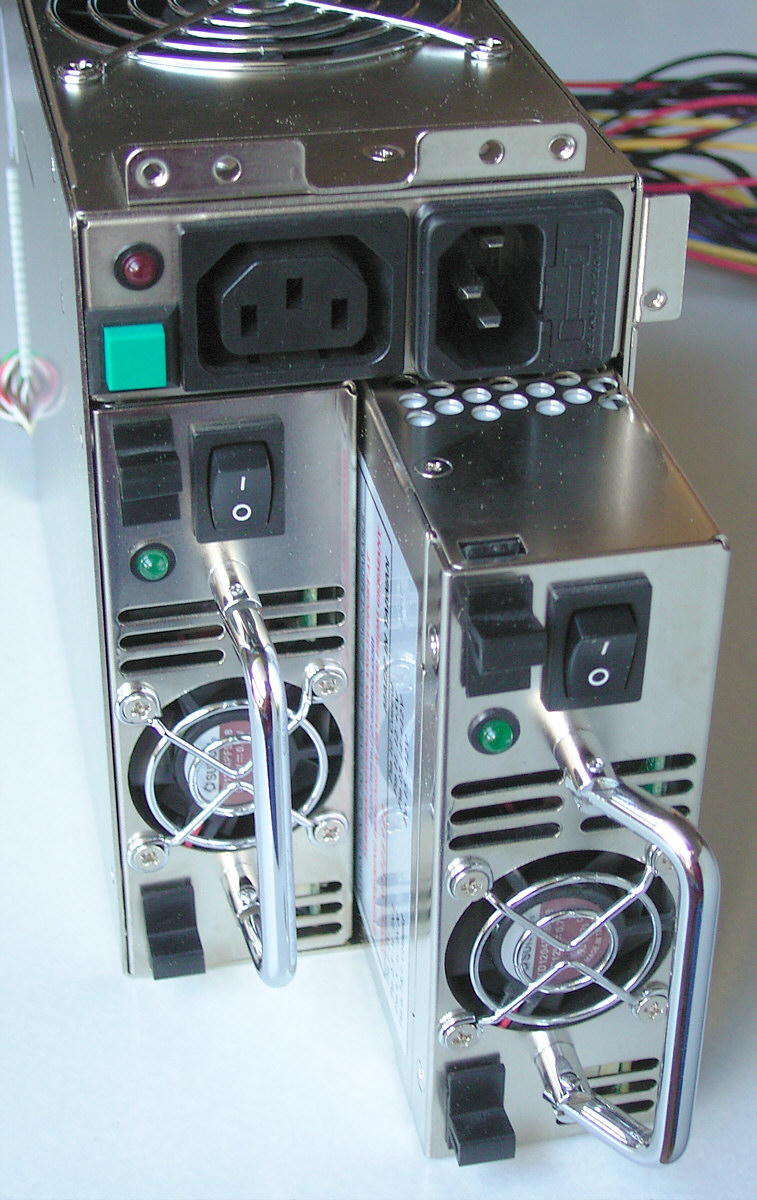
電腦系統的冗餘電源，可以降低電腦未意外斷電的風險

- 除錯：這類的重啟可能由使用者、支援技術人員或系統管理者進行，以此方式避開軟體的錯誤[1]，例如内存泄漏、霸佔伺服器（英语：Server hog）的程序，也有可能以此來停止恶意软件。此作法沒有針對問題的根因進行處理，只是將系統重置到一個好的，已知的狀態，讓系統可以重新使用，直到下次出現問題為止。
- 切換作業系統：在沒有Hypervisor的multi-boot系統，需要重新啟動才能在數個不同的作業系統中切換。
- 攻擊性：冷啟動會切換電腦的電源，因此像随机存储器之類的元件資料會無法儲存。不過，在冷启动攻击中，會有特定的組態設定來讓部份的系統狀態（像是RAM磁碟機）在重新啟動後仍可保留資料[2]。

重新啟動的作法也有許多種：
- 人工，硬體式的：重新關閉電源再開啟，或是按重置鈕都可以重新啟動，不過會失去所有未儲存的資料[3]。
- 人工，軟體式的：電腦軟體以及作業系統也可以觸發重新啟動：Microsoft Windows和許多类Unix系统都可以在命令列下以命令重新啟動[4]:509[5][6][7][8][9][10][11][12][13]，或是透過圖形化介面重新啟動。
- 自動：軟體可以設定在特定時間執行，因此也可以設定在特定時間重新啟動[14]。

### 電源故障
任何原因的電源故障（包括停電、電源供應器損壞或是行動裝置的电池電力用完），都會在電源恢復之後重新啟動。有些BIOS有選項，可以在電源故障之後自動重新啟動。不间断电源（UPS）、備用電池以及冗餘電源供應器可以避免這類的重新啟動。

### 隨機重新啟動
「隨機重新啟動」是非技術性的用語，是替因為系統崩溃而發生的未預期（多半也是不想要的）啟動，而使用者無法立刻知道重新啟動的原因。系統崩溃有可能是因為許多的軟體問題或硬體問題造成，例如三重故障。這常常是ring 0保护域內，沒有被异常处理程序捕獲的錯誤，或是硬體觸發的不可遮罩中斷造成的症狀。
系統可能已設定組態，在電源故障、重大系統錯誤或内核错误後自動重新啟動。完成此設定的方式需視重新啟動是否可由軟體處理，或是一定要由韌體或硬體才能處理Windows NT系列的作業系統（從Windows NT 3.1到Windows 7）有選項可以修改錯誤處理程序的行為，因此電腦可以立刻重新啟動，不會顯示蓝屏死机（BSOD）錯誤訊息。有些作業系統版本預設已啟動此選項。